# Prométheusz osztályú csatahajó
| Figyelem: Itt a Csillagkapu 7-10. évadjának cselekményét vagy a végkifejletet is olvashatod. |

|                       | |
| Technikai adatok      | |
| Gyártó                | Tau'ri (Föld) |
| Tervező               | Samantha Carter (Föld) |
| Osztály               | *X-303 (2002-2003) *BC-303 (2003-2006) |
| Hossz                 | 195 méter |
| Szélesség             | 80 méter |
| Magasság              | 65 méter |
| Tömeg                 | |
| Energia               | *Pufferelt naquadria reaktor mag (eredetileg) *Naquadah generátorok |
| Meghajtás             | * Manőverező hajtóművek * Fény alatti hajtómű Naquadria alapú Tau'ri hiperhajtómű (eredetileg) * Al'kesh hiperhajtómű (ideiglenesen) * Asgard hiperhajtómű (följavítás) |
| Üzemanyag             | Naqadah |
| Hiperhajtómű rendszer | * Csillagközi (eredetileg) Intergalaktikus (följavítás) |
| Max. átl. sebesség    | 110.000 mérföld/óra |
| Pajzs                 | Asgard pajzsok |
| Törzs                 | Naqadah-Trinium ötvözet |
| Érzékelő rendszer     | Asgard szenzor (följavítás) |
| Célzó rendszer        | Földi célzó rendszer |
| Navigációs rendszer   | Komputeres navigációs rendszer |
| Fegyverzet            | *24 Sínágyú 12 rakétakilövő * Atomrakéták |
| Vadászrepülők         | 8 F-302 vadászrepülő |
| Legénység             | kb. 115 fő |
| Egyéb rendszerek      | *Gyűrűk *Mentőkabinok *Asgard sugarak (följavítás) |

Prométheusz-osztályú (303) csatacirkálók kitalált űrhajók a Csillagkapu és Csillagkapu: Atlantisz sci-fi sorozatokban, valamint a Csillagkapu: Az igazság ládája (Stargate: The Ark of Truth) filmben.

## Legénység

### Parancsnokok
- William Ronson ezredes (2004-ig)
- George S. Hammond tábornok (2004 márciusában Anúbisz támadásakor, és 2004 decemberében az Atlantiszra induló küldetés alatt)
- Lionel Pendergast ezredes† (2004-től)

### Ismert legénység
- Kirtland ezredes – Másodtiszt (2004 márciusa)
- Erin Gant őrnagy – Főtiszt (2004)
- Peter DeLouise őrnagy – Pilóta (2003)
- Womack százados – Technikus (2004-től)
- Kevin Marks százados – Pilóta/Technikus (2005-től)
- Walter Harriman őrmester – Technikus (Antarktiszi csata, Atlantisz küldetés)
- Cameron Mitchell – Pilóta (2005-ben)

## Története
Az X-303  eredeti kódneve Prométheusz volt, az 51-es körzetben építették Nevadában. Mielőtt a hajó teljesen elkészült volna ellopták a szakadár NID ügynökök. Az volt a követelésük, hogy engedjék föl a fedélzetre Frank Simmons ezredest, és a Goa’uld megszállta Adrian Conradot.
Szerencsére a CSK-1-nek sikerült visszafoglalnia a hajót. A semmi közepén vesztegeltek, amikor fölbukkant Thor egy Asgard hajó fedélzetén, és az Ida galaxisba lökte a Prométheusz, ahol a Replikátorok elfoglalták az Asgardok Hala bolygóját. Ezen a bolygón az Asgardok csapdába akarták ejteni a Replikátorokat egy időtorzító mező segítségével, így lelassítva azok fejlődét, amíg kitalálnak valamit, miképp szabaduljanak meg tőlük örökre. A Replikátorok azonban megfordították a mező hatásait, és emberi alakot öltöttek. A CSK-1 sikeresen visszafordította az időtorzító mezőt. Ez volt az első alkalom, hogy a Prométheusz leszállt egy idegen bolygón. Később az Asgardok, ezt meghálálóandóan, pajzsokat és hiperhajtóművet adtak a hajó számára, de Asgard fegyverekkel nem szerelték fel.
Első hivatalos útjára William Ronson ezredes parancsnoksága alatt indult, a CSK-1-gyel a fedélzeten. A küldetés az volt, hogy teszteljék a Naquadria reaktormagot, ami képessé tette a hajót a hipertérbe való belépésre. Sajnos azonban a reaktor túl instabillá vált és ki kellett dobni. A reaktor felrobban és Prométheusznak le kellett szállnia a Tagrea bolygóra. Sok viszontagság után a Tagreaiakkal, a Csillagkapun keresztül elkezdték átszállítani a Földről a javításhoz szükséges dolgokat.
A hajó nem volt képes hazatérni, amíg körülbelül egy évvel később sikerült beleszerelni egy elfogott Al'kesh bombázó hiperhajóművét. Mivel ezt a hajtóművet egy Prométheuszhoz képest tized akkora hajóhoz tervezték, csak számos ugrással voltak képesek haladni, nehogy kiégjen. A hajó hazafelé tartott, és egy ilyen megálló alkalmával megtámadta egy ismeretlen idegen hajó, és beüldözte őket egy maró gázokból álló csillagködbe. Samantha Carter végül sikeresen megmentette a hajó és a legénységet.
A kilencedik évad Ethon részében Soren emberei elfogják Danielt és bebörtönözik. A Csk1 a Prométheusz fedélzetén mentőakcióba kezd, ám egy idegen Ori eredetű műholdat ki kell előtte iktatni. Nem lőnek egyszerre a műholdra ami miatt az felhúzza a pajzsát, majd rálő a Prométheuszra. A hajó súlyosan megsérül, Pendergast ezredes kérleli Soren-t hogy fejezze be a támadást, mert a hajó mozgásképtelen, de nem halhat rá és Soren parancsot ad az újabb lövésre. A Prométheuszról több embert kimenekítenek, majd a sugár eltalálja a hajót, ami kettészakad és megsemmisül. A robbanásban a személyzet csaknem fele odaveszik beleértve Pendergast ezredest is. A Csk1 végül kimenti Danielt, és Soren utódja megígéri, hogy leszerelik a fegyvert, ám miután hazament a csapat többé nem hallanak a bolygóról. Feltevések szerint kirobbant a két nép közt a háború.